# Blois-sur-Seille
Blois-sur-Seille é uma comuna francesa na região administrativa de Borgonha-Franco-Condado, no departamento de Jura. Estende-se por uma área de 5,4 km². Em 2010 a comuna tinha 105 habitantes (densidade: 19,4 hab./km²).